# Fellowship of Reconciliation (branche américaine)
Le Fellowship of Reconciliation (FOR), est une organisation pacifiste-religieuse, fondée en 1914 au Royaume-Uni, la branche américaine a été créée le 11 novembre 1915 à Garden City, dans l'état de New York, par des hommes et des femmes appartenant à des religions traditionnelles (catholiques, protestants) ainsi qu'à des religions pacifistes telles que celle des quakers. Sa mission est d'utiliser la non-violence comme changement de mode de vie et comme stratégie de changement social pour œuvrer pour la justice sociale. C'est la plus ancienne organisation interconfessionnelle pacifiste américaine destinée à la promotion de la non-violence pour la résolution des conflits. 

## Historique et actions

### De la fondation à la fin de la seconde guerre mondiale
En fin décembre 1914, sur l'initiative du britannique Henry Hodgkin et de l'allemand, Friedrich Siegmund-Schultze, un groupe de 130 pacifistes chrétiens se réunit à l'Université de Cambridge pour déclarer leur désapprobation de la guerre et leur détermination à œuvrer pour un nouvel ordre social fondé sur les enseignements chrétiens. Le nom de Fellowship of Reconciliation (Compagnons de la réconciliation) est choisi pour sa signification biblique. Le fondement du FOR est une reconnaissance de "l'unité essentielle de toute la création"  et un engagement à "explorer le pouvoir de l'amour et de la vérité pour résoudre les conflits humains" et d’œuvrer à l'établissement d'une société juste et pacifique,.
À l'automne 1915, Henry Hodgkin se rend, après bien des rencontres par le réseau des quakers  aux États-Unis, il organise une conférence à Garden City (Long Island) qui se tient les 11 et 12 novembre 1915, à laquelle sont invités des défenseurs des objecteurs de conscience.. À par un vote majoritaire de 68 participants sur 100, il est décidé de former une branche américaine. Un mois plus tard, ils étaient 300 membres et en 1920, ils étaient 1 800. Des groupes locaux ont été formés dans tout le pays.
Après la fin de la Première Guerre mondiale, le FOR a élargi sa mission : le soutien des luttes syndicales pour les droits des travailleurs et la lutte contre le racisme et pour les droits civiques. 
En 1924, se crée la Fellowship of Youth for Peace.
En 1942, se crée une filiale du FOR destinée à la lutte contre le racisme le Congress of Racial Equality (CORE).

### De 1945 à nos jours
Lors du boycott des bus de Montgomery (1955-1956), deux membres du FOR/CORE, Bayard Rustin et Glenn E. Smiley (en) contactent  Martin Luther King pour lui proposer leur expertise en pratique d'actions non violentes en application des théories de Gandhi et de Richard Gregg,.
Durant la guerre du Viêt Nam (1964-1975), le FOR construit des abris pour les réfugiés vietnamiens, établit des contacts avec le mouvement pacifiste bouddhiste vietnamien et parraine la tournée mondiale du prêtre bouddhiste Thich Nhat Hanh. 
Le FOR avec 10 000 clercs de différentes églises de 40 pays fonde l'International Committee of Conscience on Vietnam, pour recueillir des fonds pour l'aide médicale à destination des deux parties du Viêt Nam.
Après le Vietnam, FOR a enquêté sur le conflit entre les sandinistes et les contras au Nicaragua.
Dans les années 1980, il soutient les campagnes de réductions des armes nucléaires.
Au milieu des années 1990, elle a créé un fonds civil d'intervention pour les Musulmans bosniaques.

## Prix
Trois prix sont décernés dans le domaine de la paix : l'International Pfeffer Peace Award (en), le Nyack Area Peace Award et le Prix Martin Luther King.